# Eastchester (Town)
Eastchester ist eine Town im Westchester County des Bundesstaats New York mit einer Einwohnerzahl von 32.363 (Stand: 2010). Sie bildet eine Vorstadt von New York City.  Es gibt zwei Villages innerhalb der Stadt: Bronxville und Tuckahoe. Die Stadt enthält einen Census-designated place mit dem Namen Eastchester, der die gesamte Town Eastchester ohne Bronxville und Tuckahoe umfasst.

## Geschichte
Die Besiedlung der Stadt, die heute Eastchester heißt, begann im Jahr 1664, als zehn Familien aus Fairfield, Connecticut, zuwanderten. Die Gesetze für die Region wurden im darauffolgenden Jahr, 1665, in einem Abkommen, dem "Eastchester Covenant", festgelegt. Der Pakt war ein seltenes Dokument für diese Zeit. Es enthielt 26 Bestimmungen, unter anderem über die Erziehung der Kinder, die Verfügung über und den Unterhalt von Eigentum und die Unterstützung eines Geistlichen.

## Demografie
Nach einer Schätzung von 2019 leben in Eastchester 32.906 Menschen. Die Bevölkerung teilt sich auf in 82,0 % Weiße, 2,8 % Afroamerikaner, 0,1 % amerikanische Ureinwohner, 9,2 % Asiaten und 3,1 % mit zwei oder mehr Ethnizitäten. Hispanics oder Latinos aller Ethnien machten 7,1 % der Bevölkerung aus. Das mittlere Haushaltseinkommen lag bei 127.212 US-Dollar und die Armutsquote bei 4,6 %.